# جنگل قادر
جنگل قادر (انگلیسی: Forest Able؛ زادهٔ ۲۷ ژوئیهٔ ۱۹۳۲) بازیکن بسکتبال اهل ایالات متحده آمریکا است.
از باشگاه‌هایی که در آن بازی کرده‌است می‌توان به فیلادلفیا سونتی‌سیکسرز اشاره کرد.